# Уэр, Ирен
Ире́н Уэ́р (англ. Irene Ware; 6 ноября 1910, Нью-Йорк, Нью-Йорк — 11 марта 1993, Ориндж, Калифорния) — американская киноактриса, в начале карьеры также имела некоторую известность как модель, шоугёл и актриса театра.

## Биография
Ирен Альберг (настоящее имя актрисы) родилась 6 ноября 1910 года в Нью-Йорке (США), хотя некоторые источники утверждают, что родилась она в штате Нью-Йорк: либо в городке Пелем, либо в городе Олбани. Отец — Эрнест Альберг, швед, был владельцем салуна; мать — Анна Фрейя, по происхождению из Австрии, работала агентом по недвижимости.
К 18 годам Ирэн работала стенографисткой. Девушка была очень красива и несмотря на «не модельный» рост 168 см активно участвовала в разных конкурсах красоты. В 1929 году она стала «Мисс Большой Нью-Йорк». Участвовала в конкурсах «Мисс США» и «Мисс Вселенная» (не путать с одноимённым конкурсом, который проводится с 1952 года).
С 1932 года начала сниматься в кино: её дебютом стала роль принцессы в довольно известном фильме «Чанду волшебник», хотя некоторые источники утверждают, что несколькими месяцами ранее она появилась в эпизодической роли в картине «Девушка из высшего общества». В то же время она сменила фамилию, взяв актёрский псевдоним Ирен Уэр. Актёрская карьера Уэр продолжалась всего восемь лет, за которые она снялась в 28 или 29 фильмах (в одном случае без указания в титрах). В 1932—1934 годах она работала на киностудию 20th Century Studios, затем — на Universal Pictures. В «Чанду волшебнике» она исполнила главную женскую роль, но в дальнейшем (за единственным исключением) такого успеха у актрисы не было: ей доставались второстепенные роли в плохих фильмах или едва заметные эпизодические роли в фильмах среднего уровня. Она заметно блеснула на экране (второй и последний раз в карьере в главной роли) в картине «Ворон» (1935): тогда критики сказали, что она «…была не такой раздражающе беспомощной и хрупкой, как типичные героини этого жанра». В дальнейшем Уэр снималась только в фильмах категории B, в 1937—1938 годах жила в Великобритании и за это время снялась в трёх малоизвестных британских лентах. В 1939 году у неё не было ни одной роли, в 1940 году она появилась на экранах единственный раз: картина «За пределами трёхмильной границы» стала последней в её карьере, после чего 30-летняя Уэр окончательно пропала с экранов, со сцены, с подиумов.
Ирен Уэр скончалась 11 марта 1993 года в городе Ориндж (штат Калифорния).
Личная жизнь

В 1934 году Уэр вышла замуж за малоизвестного сценариста по имени Джон Михан, от этого брака родила двоих детей: Джон и Диердре Эдриан.

## Фильмография
- 1932 — Чанду волшебник[англ.] / Chandu the Magician — принцесса Наджи
- 1932 — Шесть часов жизни[англ.] / Six Hours to Live — проститутка
- 1933 — Человечество / Humanity — Оливия Пелтон
- 1933 — Краткий миг / Brief Moment — Джоан
- 1933 — Моя слабость[англ.] / My Weakness — Ева Миллстед
- 1934 — Мулен Руж[англ.] / Moulin Rouge — шоугёл[англ.] (в титрах не указана)
- 1934 — Восточный экспресс[англ.] / Orient Express — Джанет Пардоу
- 1934 — Давай обсудим это / Let's Talk It Over — Сандра
- 1934 — Ты принадлежишь мне / You Belong to Me — Лила Лейси
- 1934 — Романы Челлини / The Affairs of Cellini — дочь королевского дома Боччи
- 1934 — Король Келли из США[англ.] / King Kelly of the U.S.A. — принцесса Таня, она же Кэтрин Белл
- 1935 — Встреча в полночь[англ.] / Rendezvous at Midnight — Мира
- 1935 — Ночная жизнь богов[англ.] / Night Life of the Gods — Диана
- 1935 — Шепчущий Смит говорит / Whispering Smith Speaks — Нэн Робертс
- 1935 — Ворон / The Raven — Джин Тэтчер, танцовщица, преследуемая хирургом-маньяком[4]
- 1935 — Одобрительные возгласы толпы / Cheers of the Crowd — Мэри Ларкин
- 1935 — ? / Happiness C.O.D. — Кэрролл Шерридан
- 1935 — Ложные отговорки / False Pretenses — Мэри Бикмен
- 1936 — Тёмный час[англ.] / The Dark Hour — Эльза Карсон
- 1936 — Убийство в Глен Атоле / Murder at Glen Athol — Джейн Максвелл
- 1936 — Федеральный агент / Federal Agent — Хелен Линч • Хелен Грей
- 1936 — ? / O'Malley of the Mounted — Эдит «Эди» Хайленд
- 1936 — В Париже / In Paris, A.W.O.L. — Констанция
- 1936 — Золотоискатели 1937 года[англ.] / Gold Diggers of 1937 — Ирен
- 1937 — Провод под напряжением / The Live Wire — Джейн
- 1938 — По всему городу / Around the Town — Норма Уинголд
- 1938 — Парковка запрещена / No Parking — Ольга
- 1940 — За пределами трёхмильной границы / Outside the Three-Mile Limit — Дороти Кенни

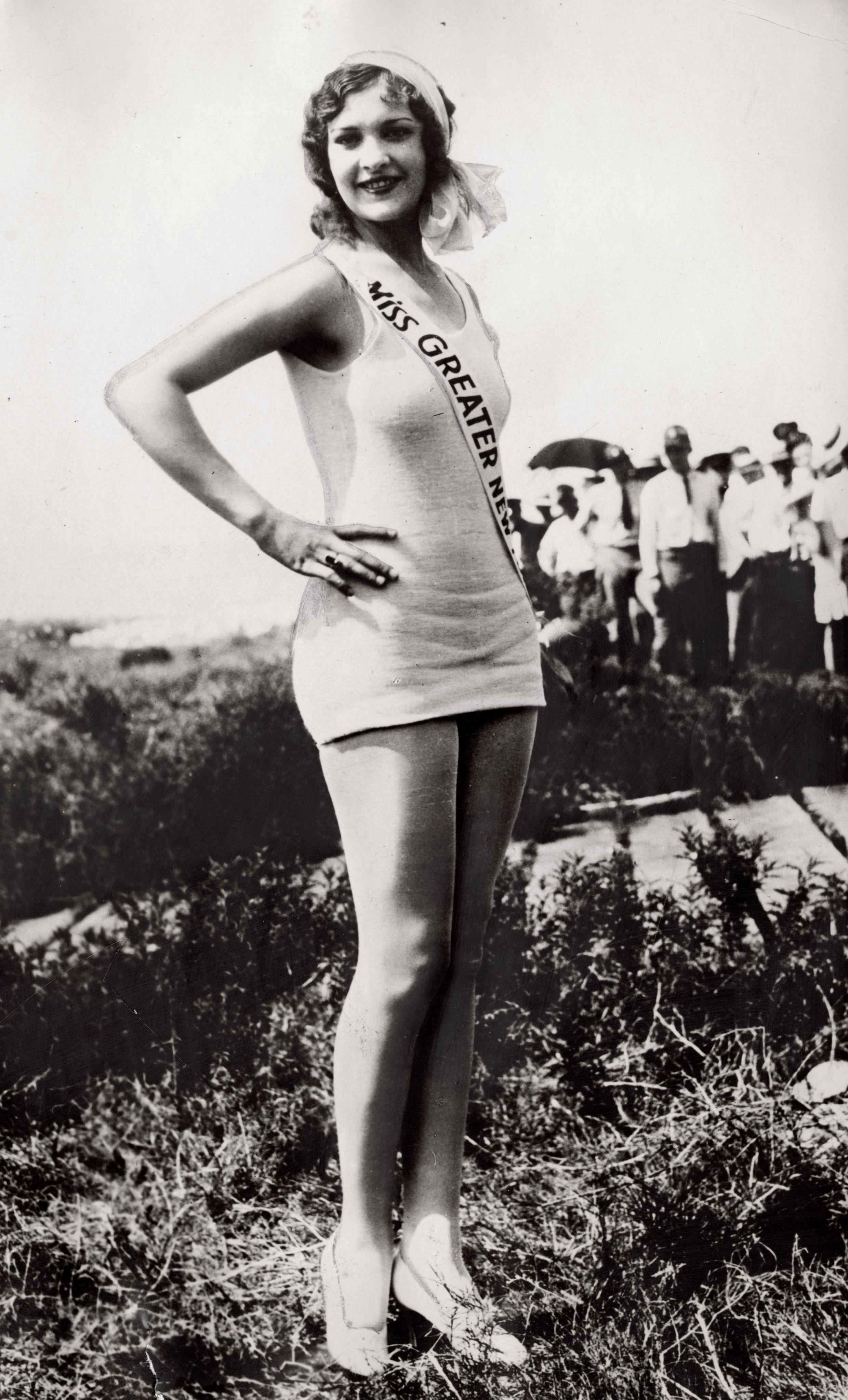
Фото 1929 г.
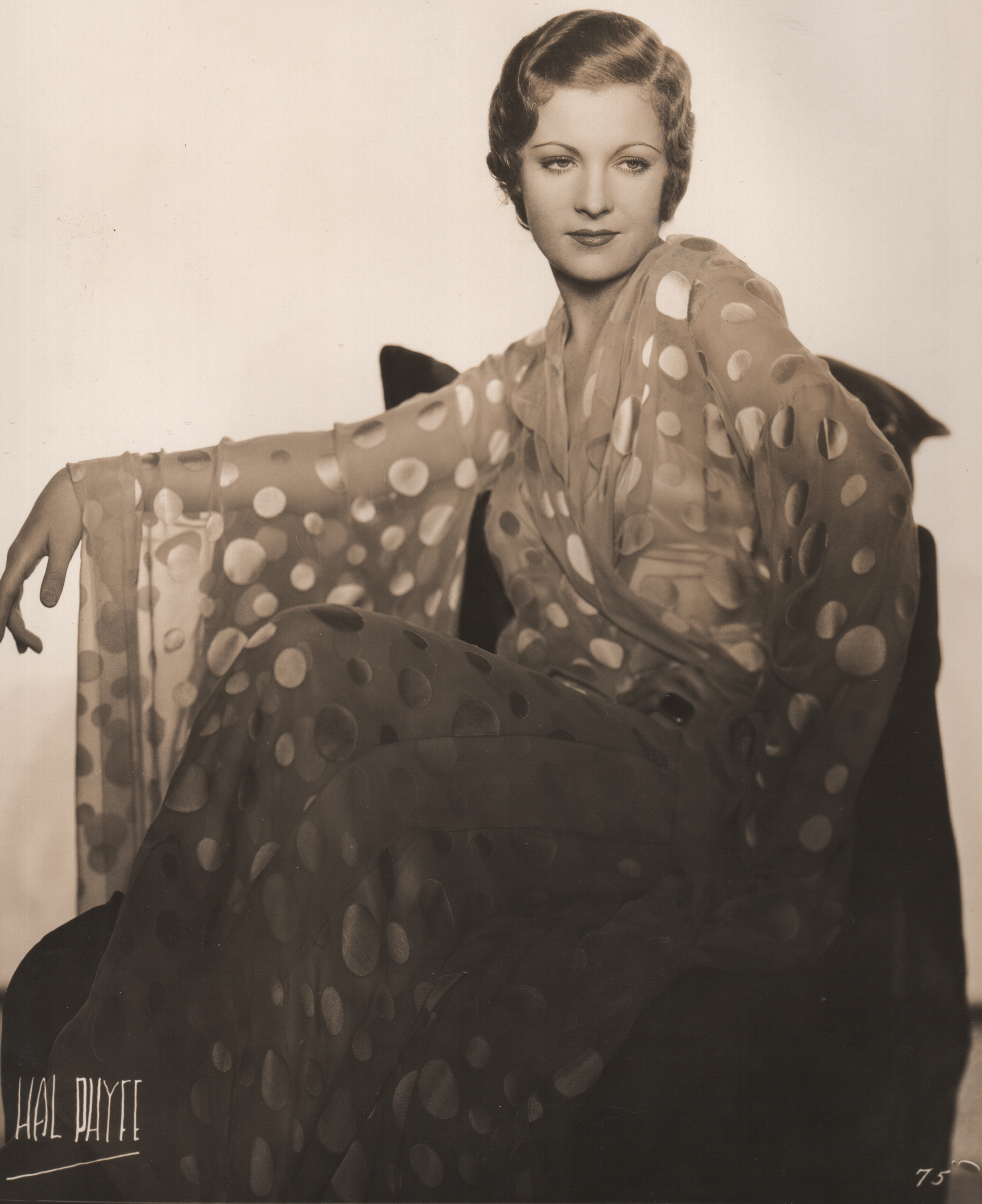
В фильме «Чанду волшебник[англ.]» (1932; впервые на экране)
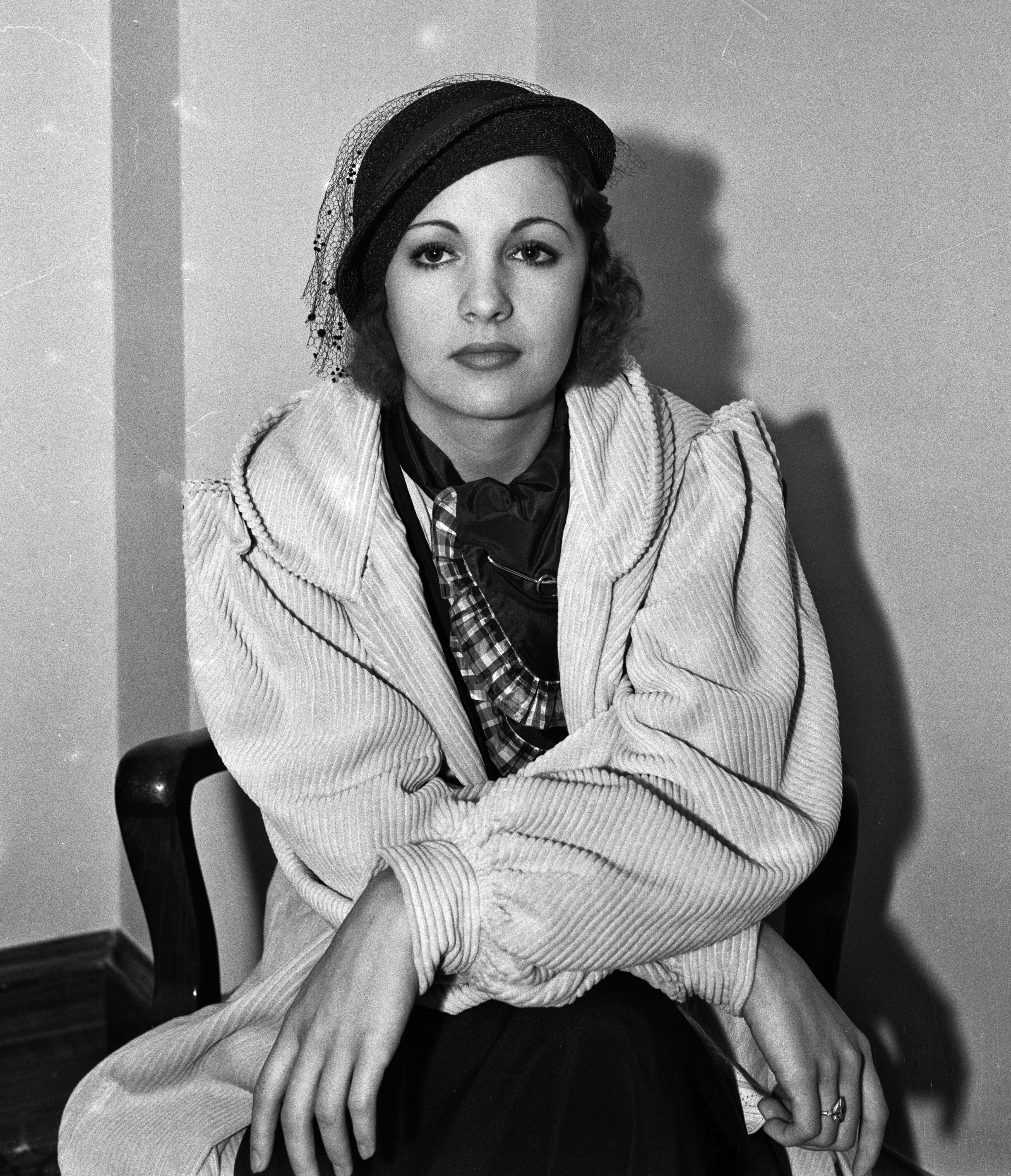
Фото 1933 г.
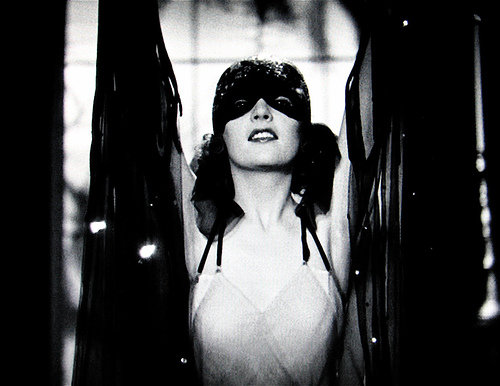
В фильме «Ворон» (1935)